# Österreichische Badmintonmeisterschaft 2025
Die Österreichische Badmintonmeisterschaft 2025 wurde vom 31. Januar bis zum 2. Februar 2025 in Mödling ausgetragen. Es war die 68. Auflage der Meisterschaften.

## Medaillengewinner
| Disziplin    | Gold                           | Silber                                | Bronze                         |
| ------------ | ------------------------------ | ------------------------------------- | ------------------------------ |
| Herreneinzel | Wolfgang Gnedt                 | Kai Niederhuber                       | Ilija Nicolussi                |
| Herreneinzel | Wolfgang Gnedt                 | Kai Niederhuber                       | Christian Tomic                |
| Dameneinzel  | Katrin Neudolt                 | Fiona Scrinzi                         | Nina Almer                     |
| Dameneinzel  | Katrin Neudolt                 | Fiona Scrinzi                         | Urška Polc                     |
| Herrendoppel | Wolfgang Gnedt Kai Niederhuber | Kilian Meusburger Ilija Nicolussi     | Christian Tomic Michael Tomic  |
| Herrendoppel | Wolfgang Gnedt Kai Niederhuber | Kilian Meusburger Ilija Nicolussi     | Philipp Drexler Leon Seiwald   |
| Damendoppel  | Serena Au Yeong Anna Hagspiel  | Hanna Gillesberger Katharina Hochmeir | Isabel Delueg Urška Polc       |
| Damendoppel  | Serena Au Yeong Anna Hagspiel  | Hanna Gillesberger Katharina Hochmeir | Anja Rumpold Lena Rumpold      |
| Mixed        | Kai Niederhuber Anna Hagspiel  | Philipp Drexler Katharina Hochmeir    | Christian Hartner Nina Almer   |
| Mixed        | Kai Niederhuber Anna Hagspiel  | Philipp Drexler Katharina Hochmeir    | Kilian Meusburger Sarah Dlapka |